# Organização Internacional da Cultura Turca

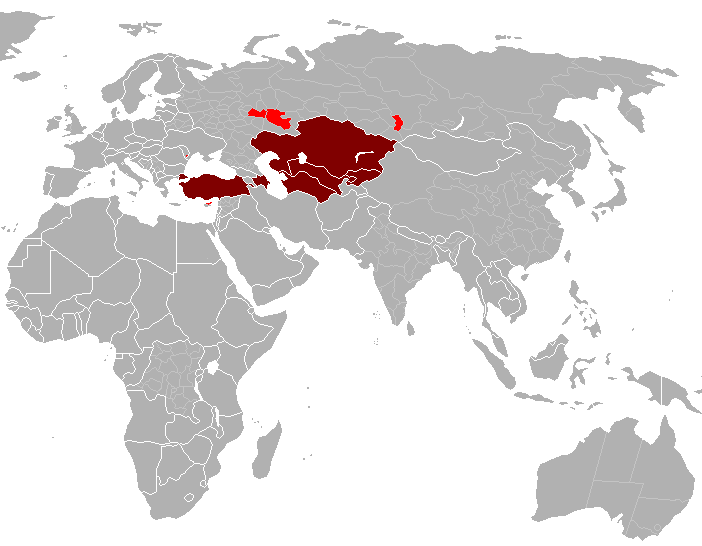
Mapa-múndi dos membros.

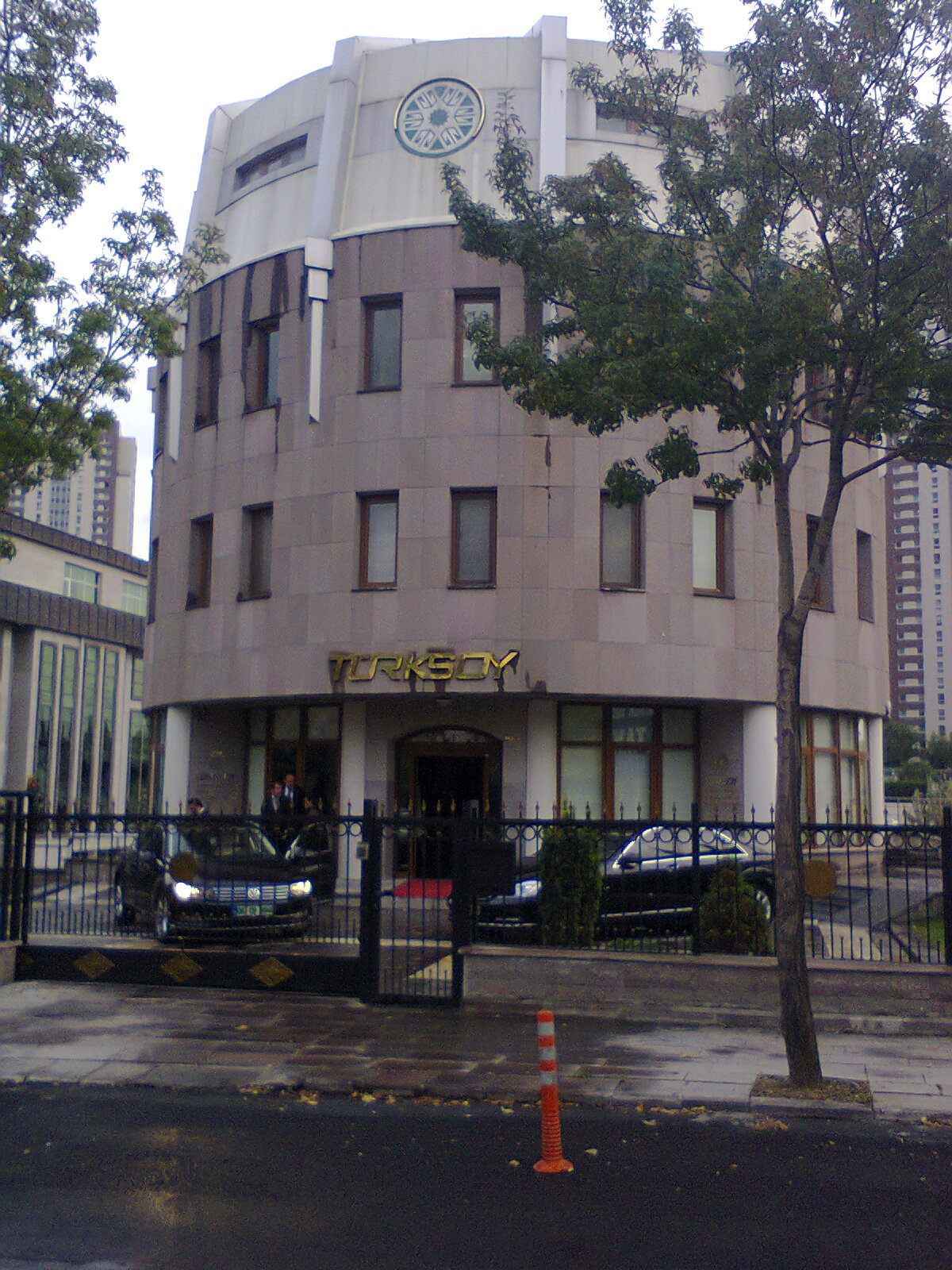
Edifício-sede.

A Organização Internacional da Cultura Turca (em turco: Uluslararası Türk Kültürü Teşkilatı, TÜRKSOY) é um organismo internacional, sediado em Ancara, que promove a cooperação no campo cultural entre países de língua túrquica.
É um dos cinco organismo afiliados ao Conselho de Cooperação dos Estados de Língua Túrquica (Conselho Túrquico), ao lado da Assembleia Parlamentária dos Países de Língua Túrquica, da Academia Túrquica, da Fundação para a Cultura e o Patrimônio Túrquico (também referida como Fundação Cultura e Legado Turco) e do Conselho de Negócios Túrquico.
A organização teve origem em 12 de julho de 1993, a partir de um acordo entre os governos do Azerbaijão, do Cazaquistão, do Quirguistão, do Uzbequistão, da Turquia e do Turcomenistão.
A sua língua oficial é o turco.